# Jugoslavija na Poletnih olimpijskih igrah 1924
Kraljevino Srbov, Hrvatov in Slovencev je na Poletnih olimpijskih igrah 1924 v Parizu zastopalo sedemintrideset tekmovalcev v sedmih športih. Osvojili so dve zlati medalji, obe Leon Štukelj v artistični gimnastiki.

## Medalje
| Medalja | Tekmovalec   | Šport      | Disciplina |
| ------- | ------------ | ---------- | ---------- |
| 1 !     | Leon Štukelj | Gimnastika | Mnogoboj   |
| 1 !     | Leon Štukelj | Gimnastika | Drog       |

## Atletika
| Atlet             | Disciplina     | Predtekmovanja | Predtekmovanja | Četrtfinale   | Četrtfinale   | Polfinale     | Polfinale     | Finale        | Finale        |
| Atlet             | Disciplina     | Rezultat       | Uvrstitev      | Rezultat      | Uvrstitev     | Rezultat      | Uvrstitev     | Rezultat      | Uvrstitev     |
| ----------------- | -------------- | -------------- | -------------- | ------------- | ------------- | ------------- | ------------- | ------------- | ------------- |
| Peroslav Ferković | Deseteroboj    | -              | -              | -             | -             | -             | -             | 5517,925      | 18            |
| Đuro Gašpar       | Deseteroboj    | -              | -              | -             | -             | -             | -             | Odstop        | Odstop        |
| Veljko Narančić   | Suvanje krogle | -              | -              | -             | -             | 13,215        | 6             | Ni napredoval | Ni napredoval |
| Veljko Narančić   | Met diska      | -              | -              | -             | -             | 37,35         | 8             | Ni napredoval | Ni napredoval |
| Stanko Perpar     | 200 m          | Neznano        | 3              | Ni napredoval | Ni napredoval | Ni napredoval | Ni napredoval | Ni napredoval | Ni napredoval |
| Aleksa Spahić     | Peteroboj      | -              | -              | -             | -             | -             | -             | Elim-3        | Elim-3        |

## Kolesarstvo

### Cestno kolesarstvo
| Kolesar                                                   | Disciplina        | Finale     | Finale    |
| Kolesar                                                   | Disciplina        | Rezultat   | Uvrstitev |
| --------------------------------------------------------- | ----------------- | ---------- | --------- |
| Ðuro Ðukanović                                            | Kronometer        | 7:17:23,6  | 35        |
| Josip Kosmatin                                            | Kronometer        | 7:18:24,0  | 37        |
| Koloman Sović                                             | Kronometer        | 7:21:35,0  | 41        |
| Rudolf Truban                                             | Kronometer        | 7:53:40,0  | 50        |
| Ðuro Ðukanović Josip Kosmatin Koloman Sović Rudolf Truban | Ekipni kronometer | 21:57:22,6 | 10        |

## Dresurno jahanje
| Jahač           | Disciplina | Finale   | Finale | Finale    |
| Jahač           | Disciplina | Rezultat | Čas    | Uvrstitev |
| --------------- | ---------- | -------- | ------ | --------- |
| Vladimir Seunig | Dresura    | 167,6    | -      | 24        |

## Nogomet
Prvi krogi
| 26, maj 1924 | Urugvaj                                                      | 7–0        | Jugoslavija | Stadion: Stade Olympique, Colombes Gledalcev: 1,000 Sodnik: Georges Vallat |
| 26, maj 1924 | Vidal 20' Scarone 23' Cea 50' 80' Petrone 35' 61' Romano 58' | (Poročilo) |             | Stadion: Stade Olympique, Colombes Gledalcev: 1,000 Sodnik: Georges Vallat |

Končna uvrstitev17, mesto

## Gimnastika

### Artistična gimnastika
| Telovadec | Disciplina       | Finale     | Finale    |
| Telovadec | Disciplina       | Rezultat   | Uvrstitev |
| --- | ---------------- | ---------- | --------- |
| Stane Derganc                                                                                                  | Mnogoboj         | 95,293     | 30        |
| Stane Derganc                                                                                                  | Drog             | 12,100     | 58        |
| Stane Derganc                                                                                                  | Bradlja          | 18,92      | 40        |
| Stane Derganc                                                                                                  | Konj z ročaji    | 19,930     | 6         |
| Stane Derganc                                                                                                  | Obroči           | 18,493     | 27        |
| Stane Derganc                                                                                                  | Plezanje po vrvi | 8 (9,4 s)  | 24        |
| Stane Derganc                                                                                                  | Premet v stran   | 9,85       | 5         |
| Stane Derganc                                                                                                  | Premet           | 8,00       | 26        |
| Stane Hlastan                                                                                                  | Mnogoboj         | 81,249     | 44        |
| Stane Hlastan                                                                                                  | Drog             | 15,066     | 38        |
| Stane Hlastan                                                                                                  | Bradlja          | 19,05      | 36        |
| Stane Hlastan                                                                                                  | Konj z ročaji    | 16,330     | 36        |
| Stane Hlastan                                                                                                  | Obroči           | 17,543     | 48        |
| Stane Hlastan                                                                                                  | Plezanje po vrvi | 0 (13,4 s) | 66        |
| Stane Hlastan                                                                                                  | Premet v stran   | 9,86       | 4         |
| Stane Hlastan                                                                                                  | Premet           | 3,40       | 62        |
| Mihael Oswald                                                                                                  | Mnogoboj         | 91,066     | 36        |
| Mihael Oswald                                                                                                  | Drog             | 14,280     | 42        |
| Mihael Oswald                                                                                                  | Bradlja          | 16,85      | 57        |
| Mihael Oswald                                                                                                  | Konj z ročaji    | 16,130     | 37        |
| Mihael Oswald                                                                                                  | Obroči           | 19,160     | 23        |
| Mihael Oswald                                                                                                  | Plezanje po vrvi | 8 (9,4 s)  | 24        |
| Mihael Oswald                                                                                                  | Premet v stran   | 8,93       | 38        |
| Mihael Oswald                                                                                                  | Premet           | 7,716      | 28        |
| Rastko Poljšak                                                                                                 | Mnogoboj         | 77,665     | 45        |
| Rastko Poljšak                                                                                                 | Drog             | 13,536     | 47        |
| Rastko Poljšak                                                                                                 | Bradlja          | 18,00      | 51        |
| Rastko Poljšak                                                                                                 | Konj z ročaji    | 15,220     | 42        |
| Rastko Poljšak                                                                                                 | Obroči           | 15,333     | 50        |
| Rastko Poljšak                                                                                                 | Plezanje po vrvi | 4 (10,4 s) | 45        |
| Rastko Poljšak                                                                                                 | Premet v stran   | 7,96       | 58        |
| Rastko Poljšak                                                                                                 | Premet           | 3,616      | 61        |
| Janez Porenta                                                                                                  | Mnogoboj         | 100,172    | 20        |
| Janez Porenta                                                                                                  | Drog             | 14,166     | 44        |
| Janez Porenta                                                                                                  | Bradlja          | 18,90      | 41        |
| Janez Porenta                                                                                                  | Konj z ročaji    | 18,270     | 18        |
| Janez Porenta                                                                                                  | Obroči           | 19,560     | 21        |
| Janez Porenta                                                                                                  | Plezanje po vrvi | 10 (8,4 s) | 6         |
| Janez Porenta                                                                                                  | Premet v stran   | 9,516      | 19        |
| Janez Porenta                                                                                                  | Premet           | 9,76       | 6         |
| Josip Primožič                                                                                                 | Mnogoboj         | 77,393     | 47        |
| Josip Primožič                                                                                                 | Drog             | 13,460     | 48        |
| Josip Primožič                                                                                                 | Bradlja          | 19,42      | 34        |
| Josip Primožič                                                                                                 | Konj z ročaji    | 12,630     | 51        |
| Josip Primožič                                                                                                 | Obroči           | 14,583     | 55        |
| Josip Primožič                                                                                                 | Plezanje po vrvi | 3 (10,8 s) | 47        |
| Josip Primožič                                                                                                 | Premet v stran   | 8,55       | 45        |
| Josip Primožič                                                                                                 | Premet           | 5,75       | 49        |
| Leon Štukelj                                                                                                   | Mnogoboj         | 110,340    | 1 !       |
| Leon Štukelj                                                                                                   | Drog             | 19,730     | 1 !       |
| Leon Štukelj                                                                                                   | Bradlja          | 20,40      | 20        |
| Leon Štukelj                                                                                                   | Konj z ročaji    | 19,370     | 10        |
| Leon Štukelj                                                                                                   | Obroči           | 21,330     | 4         |
| Leon Štukelj                                                                                                   | Plezanje po vrvi | 10 (8,6 s) | 10        |
| Leon Štukelj                                                                                                   | Premet v stran   | 9,60       | 17        |
| Leon Štukelj                                                                                                   | Premet           | 9,91       | 4         |
| Stane Žilič | Mnogoboj         | 95,523     | 29        |
| Stane Žilič | Drog             | 16,330     | 28        |
| Stane Žilič | Bradlja          | 19,00      | 37        |
| Stane Žilič | Konj z ročaji    | 15,740     | 38        |
| Stane Žilič | Obroči           | 18,233     | 28        |
| Stane Žilič | Plezanje po vrvi | 10 (8,0 s) | 5         |
| Stane Žilič | Premet v stran   | 9,06       | 34        |
| Stane Žilič | Premet           | 7,16       | 39        |
| Leon Štukelj Janez Porenta Stane Žilič Stane Derganc Mihael Oswald Stane Hlastan Rastko Poljšak Josip Primožič | Ekipmo           | 762,101    | 4         |